# روبرت ألين فيليبس
روبرت ألين فيليبس (بالإنجليزية: Robert Allen Phillips)‏ هو فيلسوف أمريكي، ولد في 18 أبريل 1968 في آشفيل في الولايات المتحدة.